# José Marinovich
José Horacio Marinovich (nacido el 11 de noviembre de 1935 en Buenos Aires, Argentina) es un exfutbolista argentino. Jugó de marcador de punta en Boca Juniors y Gimnasia y Esgrima La Plata de la Primera División Argentina, donde formó parte del Lobo del 62.